# Alen Krajnc
Alen Krajnc, slovenski nogometaš, * 1. julij 1995.
Krajnc je profesionalni nogometaš, ki igra na položaju vezista. Od leta 2023 je član bosansko-hercegovskega kluba Velež Mostar. Ped tem je igral za slovenske klube Koper, Jadran Dekani, Drava Ptuj, Zavrč, Aluminij, Rogaško in Gorico. Skupno je v prvi slovenski ligi odigral 131 tekem in dosegel 14 golov. Bil je tudi član slovenske reprezentance do 17, 18 in 19 let.